# 儒教の国教化
儒教の国教化（じゅきょうのこっきょうか）とは、儒教（儒学）が前近代の中国で国家の正統な思想に位置づけられたことを指す中国史学の用語。同様の概念に儒学の官学化（じゅがくのかんがくか）がある（後述）。前漢の武帝の治世に董仲舒の献言により達成されたとする見解が定説であったが、20世紀中盤以降、日本の中国史学者が定説を否定する論考を多く出している。

## 董仲舒の献言と「定説」
定説の根拠となっていたのが、『漢書』董仲舒伝に見られる董仲舒の建言「天人三策」と、『漢書』武帝紀の「建元5年（紀元前136年）に五経博士を置いた」という記述であった。
武帝期以前の前漢では法家や道家の活動が活発であり、皇室にもこの両家の思想を信奉する者がいるほどであった。しかし、董仲舒の建言を受けた武帝が、儒家以外の諸思想を排して五経博士を設置したことによって、儒家思想の優位を確定させ、以降の中華王朝でも受け継がれたとされていた。

## 研究史

### 平井正士と福井重雅の問題提起
この定説に対して、1940年代から1960年代にかけて、平井正士や福井重雅が異議を唱えた。両者は『漢書』に記載されている董仲舒の建言の中に疑問点や矛盾点が多数見出されることを指摘し、更に福井は、五経博士の設置が『史記』にはなく『漢書』のみに記載されている点も指摘した。
平井と福井はこれ以降も自説を補強する論考を発表している。平井は、釈古的な解釈で『漢書』を分析したほか、公卿層の中の儒家官僚の割合を調査した。これによると、武帝期の儒家官僚の割合は1.9%と低かったのに対し、元帝期には26.7%まで上昇している。
一方で福井は、官学化の時期を宣帝と元帝の間とする。疑古的に『漢書』を追及し、「五経」という語句が用いられはじめたのが前漢末期であり、それ以前は「六経」、「六芸」という語句が用いられていたことなど、『漢書』の記述の信憑性の低さを指摘した。その原因については、編者の班固が漢堯後説、漢火徳説、『春秋左氏伝』、図讖を信奉しており、董仲舒や劉歆を神話化していた点に求めている。

### 国教化時期をめぐる諸説
武帝期国教化説を否定する論者の間でも、代わる国教化の時期については見解が分かれる。以下にその諸説を挙げる。

#### 元帝期説
平井正士と福井重雅の説。「五経」という用語、博士官制度の定着がともに宣帝期以降であること、儒家官僚が王朝内に浸潤するのが宣帝期と元帝期の間にかけてであることを根拠とする。

#### 王莽期説
西嶋定生の説で、下記の板野長八の説の影響を受けている。「国教化」は儒家的な祭祀への改革と「皇帝」の儒家教説への取り込みの実施により完成するとし、双方が達成されたのは王莽の時期であるとする。

#### 光武帝期説
板野長八の説。「国教化」は儒教が皇帝自身までもを拘束することで達成されるものであるとし、董仲舒の対策は民衆統治のためのものであり皇帝を縛るものではない。儒教的な図讖に従い即位・政策実施が行われ、図讖を宣布した光武帝期が国教化の時期といえる。

#### 章帝期説
渡邉義浩の説。以下の4指標を満たすことで「儒教国家」が成立すると定義し、章帝期の白虎観会議によってすべての指標が満たされ、「儒教国家」が成立したとする。
1. 思想内容としての体制儒教の成立
2. 制度的な儒教一尊体制の確立
3. 儒教の中央・地方の官僚層への浸透と受容
4. 儒教的支配の成立

### 再反論
上記の諸説に対して、あくまで定説を支持する立場や、国教化の議論の手法を批判する観点から再反論する論者もいる。以下に一例を挙げる。
- 『史記』孝武本紀には散逸した部分がある。当該部分に五経博士設置について書かれていた可能性がある[16]。
- 「五経博士の設置」は「五経全ての博士を任命した」ではなく「博士を置く経典を五経に限った」と解釈すれば任官された者が居なくとも不自然でない[17]。
- 『史記』儒林列伝にも武帝期に儒家以外の思想を排斥し、儒学が興隆したことを示す記述が存在する[18]。
- 「国教化」の概念がまちまちで、客観性がない[19]。
- 「国教化」の時期の議論は、定義の加減によって恣意的な時期に設定することが可能[20]。
- 「国教化」研究の多くは、漢代史に関心が集中しており、なぜ儒教が2000年近く国教的位置を維持できたかを十分説明できていない[21]。

## 「儒教の国教化」と「儒学の官学化」
「儒教の国教化」と「儒学の官学化」は、ほぼ同義で使用されることもある。しかし、冨谷至は「儒教の国教化」が「教理としての儒教が国家宗教的なものになること」であり、「儒学の官学化」は「学問としての儒学＝経学の地位が確立されること」とし、区別すべきとする。冨谷は、西嶋定生や板野長八が問題にしたのが「儒教の国教化」であるのに対し、董仲舒が志向したのは「儒学の官学化」であるとして、両者を混同した議論を批判する。
また、「国教化」の語はキリスト教の国教化と混同されるため用いるべきでないという意見がある一方で、渡邉義浩はローマ帝国におけるキリスト教国教化と比較するために積極的に使用している。

## 日本の高校世界史での扱い
上記の研究の進展は、日本の高校世界史の内容にも一定程度影響している。教科書では、実教出版『世界史B』は「儒教の国教化が前漢末以降」とした上で、五経博士の武帝期設置説への異説に言及しており、福井・西嶋・板野の所説を反映している。対して、山川出版社『詳説世界史』・『新世界史』は「儒学の官学化は武帝期」と一部旧来の「定説」を踏襲するものの、五経博士には言及していない。東京書籍『世界史B』や帝国書院『新詳 世界史B』については、「儒学の官学化は武帝期」「董仲舒の意見で五経博士を設置」と旧来の「定説」をそのまま記載している。